# Hugh Masekela
Hugh Ramopolo Masekela (4 de abril de 1939 - Johannesburgo; 23 de enero de 2018) fue un músico, compositor y cantante sudafricano de jazz. Fue intérprete de instrumentos de viento como la trompeta, la corneta y el fliscorno.

## Biografía
Empezó su carrera musical como miembro de la Huddleston Jazz Band. Masekela abandonó Sudáfrica en 1961 instalándose en Estados Unidos, donde su carrera profesional despegó. Allí, su estilo musical, mezcla de pop y jazz africano, tuvo buena acogida, llegando a fundar su propio sello discográfico con el nombre de Chisa. A finales de los años sesenta, su canción Grazing in the Grass de su disco The Promise of a Future tuvo gran éxito y difusión, llegando al número uno de la lista estadounidense de Billboard en julio de 1968 y fue nominado a los Premios Grammy.
Masekela colaboró, entre otros, con Fela Kuti y Paul Simon.
Estuvo casado entre 1964 y 1966 con Miriam Makeba (1932-2008), célebre cantante, actriz y activista, una de las más importantes representantes de la lucha contra el régimen del apartheid fuera de Sudáfrica. Masekela también luchó contra el apartheid; de hecho, uno de sus éxitos más conocidos Bring Him Back Home (Tráiganlo de vuelta a casa), aparecido en 1987, se convirtió en la canción utilizada por Nelson Mandela durante la gira mundial que realizó tras su salida de prisión.
Masekela falleció el 23 de enero de 2018 tras una larga batalla contra el cáncer de próstata. Tenía 78 años.

## Premios y reconocimientos

### Premios Grammy
- Nominaciones[2]

| Hugh Masekela - Grammys |                                                  |                      |        |             |           |
| Año                     | Categoría                                        | Título               | Género | Sello       | Resultado |
| 1968                    | Best Contemporary Pop Performance - Instrumental | Grazin' in the Grass | Pop    | Uni Records | Nominado  |

### Reconocimientos
- 1968: Disco de oro por Grazing in the Grass.[3]
- Ghana Music Awards: 2007 African Music Legend award [4]
- 2005 Channel O Music Video Awards: Lifetime Achievement Award [5]
- 2002 BBC Radio Jazz Awards: International Award of the Year [6]
- Nominado por Broadway's 1988 Tony Award as Best Score (Musical), con música y letras de Mbongeni Ngema, por Sarafina! [7]
- Premio Etnosur 2011. Alcalá la Real (Jaén)

## Discografía
| Año  | Título                                           | Género                             | Sello                  |
| ---- | ------------------------------------------------ | ---------------------------------- | ---------------------- |
| 1964 | The Emancipation of Hugh Masakela                | Jazz                               | Chisa                  |
| 1966 | Grrr                                             | Jazz                               | Verve                  |
| 1968 | The Promise of a Future                          | Jazz                               | Uni                    |
| 1968 | Masekela                                         | Jazz                               | Uni                    |
| 1972 | Home Is Where the Music Is                       | Jazz                               | Blue Thumb Chisa       |
| 1973 | The African Connection                           | Jazz                               | Impulse! Records       |
| 1978 | "Herb Alpert/Hugh Masekela"                      | Jazz                               | A&M/Horizon            |
| 1978 | "Main Event - Live" (w/Herb Alpert)              | Jazz                               | A&M                    |
| 1984 | Techno Bush                                      | Jazz                               | Jive Afrika            |
| 1987 | Tomorrow                                         | Jazz                               | Warner Bros.           |
| 1993 | Hope [Live]                                      | Jazz                               | Triloka Records        |
| 1994 | Stimela                                          | Jazz                               | Connoisseur Collection |
| 1994 | Reconstruction                                   | Jazz                               | Motown                 |
| 1994 | Hugh Masekela & Union of South Africa            | Jazz                               | Mo Jazz                |
| 1998 | Black to the Future                              | Tuneful fusion                     | Columbia               |
| 1998 | Boy's Doin' It                                   | Jazz, Funk, Pop, Afrobeat, and R&B | Polygram               |
| 1999 | The Best of Hugh Masekela on Novus               | Jazz                               | RCA                    |
| 2000 | Sixty                                            | Jazz                               | Shanachie              |
| 2001 | Grazing in the Grass: The Best of Hugh Masekela  | Jazz                               | Sony                   |
| 2002 | Time                                             | Jazz                               | Columbia               |
| 2003 | The Collection                                   | Jazz                               | Universal/Spectrum     |
| 2004 | Still Grazing                                    | Township Jazz                      | Blue Thumb             |
| 2005 | Revival                                          | Pop, Jazz, R&B                     | Heads Up               |
| 2006 | The Chisa Years: 1965-1975 (Rare and Unreleased) | Funk                               | BBE                    |
| 2007 | Live at the Market Theatre                       | Jazz                               | Four Quarters Ent      |
| 2009 | Phola                                            | Jazz                               | Four Quarters Ent      |
| 2016 | No Borders                                       | Jazz                               | Universal              |